# Saliña Ariba
Saliña Ariba, Salinja Ariba – osada (buurt)  w dzielnicy Saliña miasta Willemstad, w dystrykcie Willemstad, w kraju autonomicznym Curaçao, należącym do Holandii, w Ameryce Południowej. 20 października 2023 r. liczyła 138 mieszkańców. pod względem liczby mieszkańców jest najmniejszą osadą w dzielnicy.  